# Nikolái Saltykov
El Conde, después Príncipe Nikolái Ivánovich Saltykov (en ruso: Николай Иванович Салтыков; 31 de octubre de 1736 - 28 de mayo de 1816), un miembro de la familia noble de los Saltykov, fue un Mariscal de Campo ruso y cortesano imperial más conocido como el tutor del futuro zar Pablo I de Rusia y de sus dos hijos varones, Constantino y Alejandro.
Fue el jefe del Ejército ruso como el presidente del Colegio de Guerra entre 1791-1802. También fue jefe interino (Teniente Gran Maestro) de la Orden de Malta entre 1801 y 1803.

## Biografía
Su padres fueron el general Iván Alexeyevich Saltykov (él mismo sobrino de Ana I de Rusia) y la condesa Anastasia Petrovna Tolstoy. Pasó un corto periodo en el Regimiento Semyonovsky, del que se convirtió en miembro permanente en 1748. En 1747, él y su padre tomaron parte en el avance ruso en el río Rin. Durante la Guerra de los Siete Años se distinguió en varias batallas contra las fuerzas prusianas. Después de la victoria en Kunersdorf sobre Federico II de Prusia, Nikolay fue enviado a San Petersburgo para entregar noticias sobre la victoria al comandante en jefe —por este servicio, fue hecho coronel—.
En 1761, bajo el mando de Pyotr Rumyantsev, luchó en Kolberg. Pedro II de Rusia hizo a Saltykov mayor general y en 1763 se le dio el mando de las tropas estacionadas en Polonia, donde tomó parte en la Guerra ruso-turca (1768-1774). En 1769 auxilió al Príncipe Alexander Golitsyn en el sitio y ocupación de la ciudad de Chotyn, en donde las tropas rusas entraron el 10 de septiembre de ese año. Por luchar con distinción en estas batallas fue hecho teniente-general y miembro de la Orden de San Alejandro Nevski, pero por mala salud fue obligado a abandonar la campaña con el fin de viajar al extranjero en busca de cura. Durante este tiempo, pasó tres años visitando Europa, notablemente visitando Berlín y París. Después de su retorno a Rusia, Catalina II de Rusia lo hizo vicepresidente del Consejo Militar de Rusia. Simultáneamente, Catalina lo hizo hofmeister de la corte. Se convirtió en tutor del Gran Duque Pablo, con quien de nuevo visitó Berlín en 1776 antes de acompañar a Pablo en un gran tour a través de Europa en 1781 y 1782.
El 24 de noviembre de 1782, Catalina hizo a Saltykov miembro de la Orden de San Andrés, senador y miembro del Alto Consejo de la Corte. En los años siguientes Catalina hizo a Saltykov tutor permanente de sus nietos Alejandro (el futuro Alejandro I de Rusia) y Constantino. En junio de 1789, Saltykov presentó a Catalina al joven Platon Zubov, en un esfuerzo por suplantar al favorito de Catalina (y rival de Saltykov) el Príncipe Potemkin. Zubov se convertiría en el último de los favoritos de Catalina, acumulando una enorme fortuna, a pesar de ser ampliamente vilipendiado por corrupción y crueldad.
En 1790, durante las celebraciones de la paz con Suecia, Saltykov fue hecho Conde del Imperio ruso, y se le entregaron 5000 siervos en la Polonia rusa y una pensión anual de 125 rublos. Con la ascensión de Pablo al trono, Saltykov fue hecho general mariscal de campo el 8 de noviembre de 1796 y después presidente del Consejo Militar de Estado. Alejandro I, durante las celebraciones de su coronación, dio a Salykov un retrato suyo decorado con diamantes.
Al iniciarse las Guerras napoleónicas, Saltykov recibió instrucciones para ocuparse de los informes militares y para ser el jefe de Estado mientras Alejandro estaba fuera liderando el Ejército ruso en 1813 y 1814. A la vuelta de Alejandro a San Petersburgo, Saltykov fue promovido a Príncipe del Imperio ruso, con el título de Excelencia. También fue hecho Teniente Gran Maestre de la Orden de Malta entre 1801 y 1803 en nombre de Alejandro, quien había sido elegido Gran Maestre pero que no podía cumplir con las obligaciones del cargo.
El Príncipe Saltykov y su familia ocuparon una gran mansión neoclásica en el cruce de la calle Millionnaya y el Muelle del Palacio en San Petersburgo. Su nieto Alexei Saltykov fue conocido por sus viajes a la India y Persia.